# Ardisia helferiana
Ardisia helferiana är en viveväxtart som beskrevs av Wilhelm Sulpiz Kurz. Ardisia helferiana ingår i släktet Ardisia och familjen viveväxter. Inga underarter finns listade i Catalogue of Life.